# Privatisation de l'eau au Maroc
La privation de l'eau au Maroc remonte à l'époque du Protectorat français, lorsque la plupart des systèmes d'approvisionnement en eau étaient gérés par une concession privée. Après l'indépendance du Maroc, le service public privé a été nationalisé, mais au milieu des années 1990, le gouvernement marocain a de nouveau privatisé les services d'eau et d'égouts, ainsi que la distribution d'électricité, dans quatre villes. Le processus de privatisation a commencé par l'attribution de la concession de Casablanca à la Lyonnaise des Eaux (aujourd'hui Suez Eaux) en 1997, suivie de l'attribution d'une concession pour Tanger et Tétouan à Veolia Environnement. En 2009, les entreprises privées ont fourni des services d'eau et d'assainissement à 38% de la population urbaine du pays.

## Histoire
À l'époque du Protectorat français au Maroc, à partir de 1912, l'approvisionnement en eau de Casablanca, Rabat, Salé, Tanger et Meknès était assuré par la société privée française Société Marocaine de Distribution d'eau, de gaz et d'électricité (SMD), filiale de la Lyonnaise des Eaux, dans le cadre de contrats de concession. Ces contrats ont été résiliés lorsque le Maroc est devenu indépendant en 1956, date à laquelle les services publics municipaux sont devenus responsables de l'approvisionnement en eau et de la distribution d'électricité dans les principales villes du Royaume.

### Casablanca
Au début des années 1990, la Régie Autonome Intercommunale de Distribution d'Eau et d’Électricité de Casablanca (RAD) avait un mauvais état de service. Par conséquent, après l'intervention directe du roi Hassan, le gouvernement a décidé, au milieu des années 1990, de confier à une société privée la gestion des réseaux d'eau, d'assainissement et d'électricité de la ville de Casablanca. La Lyonnaise des Eaux, sous la direction de son PDG Jérôme Monod, un proche conseiller de Jacques Chirac, a négocié le contrat avec le Ministère de l'Intérieur, sous la direction de Driss Basri. Le long processus de négociation du contrat s'accompagne d'intenses critiques de la part de la presse, de l'association commerciale marocaine confédération générale des entreprises du Maroc et des conseillers municipaux. Finalement, un consortium dirigé par la Lyonnaise des Eaux (aujourd'hui Suez Eaux) se voit attribuer la concession de 30 ans sans appel d'offres. La lyonnaise des Eaux revenait ainsi dans une ville où elle avait déjà fourni des services pendant près d'un demi-siècle. Le consortium s'appelait « Lydec » et comprenait à l'origine lyonnaise des eaux (35%), Elyo (24%), Agbar (5%), EdF (18%) et Endesa (Espagne) (18%). Le contrat a été signé le 28 avril 1997 entre Jérôme Monod, PDG de la Lyonnaise des Eaux, et Abdelmoughit Slimani, Président de la communauté Urbaine de Casablanca.
En 2008, le contrat de concession a été renégocié pour assurer un meilleur équilibre entre les deux partenaires, en limitant le taux de rentabilité du concessionnaire de 14,6% à 11,7% et en lui demandant  d'augmenter ses investissements de 1 milliard de dirhams. Par ailleurs, les augmentations automatiques des tarifs seront désormais limitées à des situations spécifiques telles que les augmentations des tarifs de l'eau en gros ou de l'électricité.

### Rabat
Après des négociations directes en 1998, une concession pour Rabat a été signée en janvier 1999 avec REDAL, une société composée d'un partenaire portugais (Electrocidade), d'une société espagnole (Urbaser) et d'une société marocaine (Alborada). La concession a rencontré des problèmes dès le début. Selon une présentation faite par des fonctionnaires du gouvernement marocain, l'entreprise n'était pas prête ; les obligations contractuelles n'étaient pas remplies, ce qui a entraîné des réunions tumultueuses, des contestations de projets de loi et des protestations. En conséquence, les actionnaires fondateurs ont transféré leur participation dans REDAL à Vivendi environnement.

### TangeretTétouan
La concession de Tanger et Tétouan, qui couvre 23 municipalités et 1,1 million d'habitants, a été attribuée en janvier 2002 après un appel d'offres. Sept offres ont été reçues, dont une a été écartée pour non-confromité. Les six offres comprenaient des groupes dirigés par la Lyonnaise des Eaux (France), Euron (USA), Thames Water (UK), Union Fenosa (Espagne), SAUR (France) et Vivendi (France). Les offres ont été évaluées sur la base de critères techniques et financiers combinés en une seule note. Le contrat a été attribué au groupe dirigé par Vivendi, qui a utilisé la marque Amendis. Le nom officiel du groupement est Société des eaux et d'électricité du nord (SEEN), composé de Vivendi, d'Hydro-Québec International (Canada) et de la l'ONA (Maroc),.

## Règlement
Les contreparties publiques (autorités délégantes) des concessions au Maroc sont les communes. Chaque autorité délégante a mis en place un comité technique chargé de réglementer les contrats, composé de représentants de la municipalité, du ministère de l'intérieur et du concessionnaire. Ce comité examine les plans de l'intérieur et du concessionnaire. Ce comité examine les plans de travail et les rapports. En outre, environ un an après la signature des contrats à Casablanca et à Rabat, des commissions locales de surveillance ont été créées. Une commission de surveillance a également été créée au niveau national. En 2002, le gouvernement a conclu que les membres représentant l'autorité par un manque d'expertise par rapport aux spécialistes du concessionnaire privé. D'autre part, le concessionnaire estimait qu'il y avait une interférence dans la gestion des services. La situation s'est quelque peu améliorée après la création de la commission locale de supervision à Casablanca. Cette expérience a influencé la conception des contrats de concession à Tanger et à Tétouan; où des clauses visant à protéger les consommateurs ont été ajoutées et où les commissions de contrôle locales ont été incluses dans la conception des contrats dès le début.